# Cedella Booker
Sidilla Editha Booker (známá jako Cedella Booker, rozená Malcolm a poté provdaná Marley) (23. července 1926 Saint Ann Parish – 8. dubna 2008 Miami) byla jamajská zpěvačka a spisovatelka. Byla matkou zpěváka Boba Marleyho.

## Biografie
Narodila se v Rhoden Hall, Saint Ann Parish na Jamajce. Byla dcerou Alberthy Whilby a Omeriaha Malcolma, farmáře a respektovaného rezidenta v Nine Mile. Její dědeček z otcovy strany byl Robert "Uncle Day" Malcolm, který převážel otroky z Coromantee z Afrického zlatého pobřeží, dnešní Ghany na Jamajku. V osmnácti letech se provdala za Norvala Sinclaira Marleyho, bílého Jamajčana. Rodina jeho otce pocházela z Anglie a jeho matka Ellen Marley byla z Levanty, který byl důstojník a hlídač plantáží. Jejímu synovi Bobovi Marleymu bylo deset let, když jeho otec zemřel na infarkt a tak se přestěhovala do Trenchtownu, chudého sousedství města Kingstonu. Bylo to jediné místo ve městě, které zvládla financovat.
Zatímco žila ve Trenchtownu, narodila se ji dcera Claudette Pearl, kterou měla s Taddeusem Livingstonem, ze skupiny The Wailers, kterou založil s Bobem Marleyem a Peterem Toshem v roce 1963. Taddeus Livingston měl z předchozího vztahu syna Bunny Wailera.
Později se provdala za Edwarda Bookera, amerického důstojníka v záloze a rezidenta v Delaware, kde porodila své další dva syna, Richarda a Anthonyho Bookerovi. Anthony byl zastřelen miamskou policií poté, když šel ozbrojený do obchodního centra, kde založil požár v reakci na přijíždějící policii. Syn Richard zplodil tři dcery – Princess, Crystal a Zayu Bookerovi. Poté, co její manžel Edward v roce 1976 zemřel, se přestěhovala do Miami, kde zároveň v roce 1981 zemřel na rakovinu její syn Bob.
V roce 1993 zorganizovala festival 9 Mile Music Festival také známý jako Bob Marley Festival, který je opakovaně pořádán do dnešních dnů. Posláním festavalu je šířit Bobovi zprávy o lásce, míru a jednotě. Festival je charitativní a výtěžek festivalu je věnován charitativním organizacím.
V pozdějším věku nosila dredy a adoptovala svého vnuka Rohana Marleyho, syna Boba. Žila společně se svými vnoučaty Ky-Manim, Ziggym, Stephenem, Damianem a Julianem Marleyovými. Později vydala dvě hudební alba, Awake Zion a Smilin' Island of Song. Napsala také dva životopisy o svém synovi.
Zemřela v Miami, přirozenou smrtí ve spánku v roce 2008. Dožila se 81 let.

## Knihy
Cedella napsala dvě knihy o svém synovi, Bobovi Marleym:
- Bob Marley: An Intimate Portrait by His Mother, vydáno v roce 1997
- Bob Marley, My Son, vydáno v roce 2003